# SDP (groupe)
Pour les articles homonymes, voir SDP.
SDP est un duo allemand de rock et musique humoristique, originaire de Berlin. Formé en 1999, il se compose de Vincent Stein et de Dag-Alexis Kopplin. 

## Histoire
Les musiciens Vincent Stein, également connu sur la scène hip-hop allemande sous le nom de producteur Beatzarre, et Dag-Alexis Kopplin se rencontrent adolescents à Berlin-Spandau. Ils forment SDP en 1999, à l'époque sous le nom de Stonedeafproduction, désormais l'abréviation SDP est utilisée comme nom officiel du groupe. Ils publient leur première démo en 2002, 'Angriff aus Berlin. Jürgen Kuttner de You FM reprend l'intro pour l'émission Nightline.
Plusieurs autres enregistrements suivent le premier album Räuberpistolen, mais la percée n'a lieu qu'en 2010 avec la chanson Ne Leiche de l'album Kontrastprogramm. La vidéo qui l'accompagne, avec le rappeur Sido en invité, est devenue un hit vidéo et a atteint plus de 62 millions de vues sur YouTube (en mars 2025).
En 2012, le duo réussit sa première entrée dans les charts avec l'album Die bekannteste unbekannte Band der Welt, à la 51e place des charts allemands des albums. Une fois de plus, Sido apparait en tant qu'invité sur la chanson Die Nacht von Freitag auf Montag. L'album Bunte Rapublik Deutschpunk suit en 2013 et se classe 4e. Il fait participer les musiciens invités Eko Fresh, Keule, Weekend et le bassiste Sultan Hengzt. 
SDP compose la chanson Der beste Tag Ever, qui servit de chanson-titre pour le film TKKG, sorti en 2019.

## Discographie
- 2004 : Räuberpistolen
- 2006 : … nur Musik ist schöner
- 2008 : Die Rache des kleinen Mannes
- 2010 : Kontrastprogramm
- 2012 : Die bekannteste unbekannte Band der Welt (51e en Allemagne[4])
- 2014 : Bunte Rapublik Deutschpunk (4e en Allemagne[4])
- 2015 : Zurück in die Zukunst (2e en Allemagne[4],  Or)
- 2017 : Die bunte Seite der Macht (2e en Allemagne[4],  Or)
- 2019 : Die unendlichste Geschichte (1er en Allemagne[4])
- 2022 : Ein gutes schlechtes Vorbild (1er en Allemagne[4])

## Distinctions
- 1 Live Krone 2022, dans la catégorie « meilleur groupe live »[7]
- 1 Live Krone 2024, dans la catégorie « meilleur groupe live »[8]